# Attaque de l'école de police de Quetta en 2016
L'attaque de l'école de police de Quetta en 2016 s'est produite le 25 octobre 2016. Trois hommes armés ont attaqué l'école de police de Quetta, la capitale de la province du Baloutchistan, au Pakistan. Le bilan est de 62 morts et plus de 170 blessés, les victimes sont majoritairement des cadets de l'école de police âgée de 18 à 20 ans,,.
Cette attaque fut perpétrée par des hommes appartenant au mouvement terroriste Lashkar-e-Jhangvi qui est à l'origine de nombreux attentats dans la région.
L'attentat est aussi revendiqué par l'État islamique qui publier des photos des assaillants devant un drapeau noir et blanc via son agence de presse Amaq,. Les deux groupes djihadistes sont accusés de collaborer ensemble pour mener des attaques dans la région comme lors de l'attentat de Quetta.

## Attaque
Aux alentours de 22 heures,, trois hommes armés et portant des gilets explosifs ont fait irruption dans l'école de police de Quetta. 
L'école militaire accueillait environ 700 élèves, la majorité d'entre eux ont fui après l'ouverture du feu par les assaillants. Environ vingt minutes après le début de l'attaque, les forces militaires — alors présentes à Quetta, à treize kilomètres de l'école — sont arrivées sur place. 
Après plus de six heures d'affrontement, deux djihadistes ont activé leurs gilets explosifs contre les cadets, ce qui a causé la majorité des victimes — et le troisième homme fut neutralisé par l'armée, mettant fin à la prise d'otage,.

## Conséquences
Le premier ministre Nawaz Sharif a annulé ses déplacements à l'étranger pour rester à Quetta. Un deuil national de trois jours a été prononcé. Le Pakistan a demandé l'aide des États-Unis pour faire face à la situation dans cette région, cible de nombreuses attaques. 
Lors d'un entretien avec l'ambassadeur des États-Unis, David Hale, le responsable de la sécurité intérieure, Nasser Khan Janjua, a reproché au Research and Analysis Wing (RAW) indien et a l'Amaniyat afghan de soutenir les groupes terroristes Pakistanais, ce qui a été rejeté par l'ambassadeur qui a aussitôt modéré ces propos,,.

## Réactions internationales

### Pays
- Chine : le ministre des Affaires étrangères condamne l'attaque et exprime son soutien aux familles des victimes en assurant que la « Chine continuera de supporter le gouvernement pakistanais et ses efforts pour assurer la protection de ses citoyens »[13].

- France : Jean-Marc Ayrault exprime ses condoléances aux familles des victimes : « [La] France présente ses condoléances aux familles des victimes dans ces circonstances tragiques. La France se tient aux côtés des autorités pakistanaises contre le terrorisme »[14].

- Japon : par la voix de Yasuhisa Kawamura aux Affaires étrangères, le Japon condamne l'attaque : « Le Japon condamne fermement les actes terroristes visant des innocents », et exprime ses condoléances aux familles des victimes, « Le Japon prie pour les victimes et exprime ses condoléances aux familles des victimes. Le japon prie aussi pour les blessés ». Aussi, « le Japon supporte les efforts entrepris par le gouvernement pakistanais dans sa lutte contre le terrorisme »[15],[16].

- Allemagne : le ministre des Affaires étrangères Frank-Walter Steinmeier critique l'attaque « Nous condamnons l'horrible attaque qui a eu lieu dans l'école de police de Quetta [...] Nous exprimons nos plus profondes condoléances au peuple pakistanais ».

- Inde : le ministre de la Défense Manohar Parrikar condamne l'attaque en exprimant « Sa tristesse pour les victimes; le terrorisme partout sur la planète et sous toutes les formes ne peut être accepté »[17].

- Russie : le Président Vladimir Poutine formule ses condoléances et affirme « Le chef de l'État russe est confiant sur le fait que les personnes à l'origine de cette attaque seront poursuivies et punies, réitérant que la Russie est prête à s'associer avec le Pakistan pour la lutte contre le terrorisme ».

- Royaume-Uni : le ministre des Affaires étrangères Boris Johnson communique ses condoléances : « Je condamne l'attaque perpétré hier dans l'école de police de Quetta. Mes pensées vont vers les proches des victimes et des blessés ».

- États-Unis : le porte-parole du département d'État John Kirby condamne l'attaque et exprime : « Nous sommes avec le peuple pakistanais et le gouvernement du Pakistan dans ces heures difficiles, nous continuerons de travailler avec nos partenaires au Pakistan et dans la région pour combattre la menace terroriste »[18].

### Entités supranationales
- Nations unies : le porte-parole adjoint du secrétaire général des Nations unies, Farhan Haq, exprime ses condoléances aux familles des victimes de la part du secrétaire général Ban Ki-moon : « Le secrétaire général exprime ses condoléances pour les familles des victimes et son soutien pour les blessés et le peuple pakistanais ». Le chef des Nations unies appelle aussi « à une comparution rapide devant la justice pour les auteurs de ces violences »[19].
- Fonds monétaire international : Christine Lagarde, présente au Pakistan lors de l'attaque, condamne l'attaque et envoie ses condoléances aux familles des victimes[20].